# 2008年高雄市降低國中小班級人數公民投票案
2008年高雄市降低國中小班級人數公民投票案，簡稱為高雄市降低班級人數公投案，高雄市選舉委員會命名為高雄市地方性公民投票案第一案，媒體稱之為高雄市小班制公投，是《公民投票法》2003年立法以來第一個地方性公民投票，也是第一起依照地方自治團體之公民投票自治條例所辦理的首次法定地方性公投，同時是中華民國國內第一次由民間自發性的地方公投案，該次投票決定高雄市是否降低國民中小學的班級人數。

## 緣起
2007年，高雄市教師會發起「降低國中小班級人數」公投案，由高雄市教師會理事長薛宗煌先生領銜提出，主要訴求為落實「小班教學」制。高雄市教師會認為，「小班教學」是提昇教育品質的基本條件，若班級人數降低後，學生較能受到充分關照，師生互動較和諧，學生的學習將更有安全感，注意力較集中，學生的個別差異才能被充分照顧、得到適性發展。除此之外，學生使用的教室空間將增加，因教室擁擠所造成的學習負擔及人際衝突將減少，如此教師將有更多時間營造優質化的班級學習氣氛。高雄市教師會並提出數據指出，91年至95學年度，不論國中或國小，高雄市的平均班級人數，以國小為例，平均班級人數每班約31.4人至32.2人，不但高於台北市每班平均人數27.2人至29.0人，也高於其他縣市平均班級人數28.9人至30.0人。此外，小班教學亦可解決未來日趨嚴重的「流浪教師」問題。

## 成案經過
2007年10月16日，高雄市教師會薛宗煌理事長前往高雄市選委會領取連署書。2007年12月26日中午公投案正式跨過連署門檻，有效連署單計達55,558份，突破連署門檻54,643份。高雄市選舉委員會認定公民投票案合於規定，依「高雄市公民投票自治條例」，於2008年5月23日公告公投案成立，編號為高雄市公民投票案第一案。高雄市選舉委員會為使市民了解正、反雙方意見及主張，於2008年11月8日下午2時30分辦理辯論會，正方代人為高雄市教師會理事邱元泰老師、反方代表人為高雄市政府教育局科長戴淑芬，高雄市選委會並邀請三位公正人士擔任發問人。反方的高雄市教育局強調，該公投提案並不是有效的辦法，公投提案採急速降低班級學生人數，市政府需籌措逾新台幣60億元的經費，將嚴重排擠其他市政建設與社福預算，且少子化衝擊下，預計100學年度後將大量減班，屆時班級數大減，反而會使新建的教室再度淪為閒置空間，浪費公帑，並導致超額教師被迫移撥至他校；而高雄市政府採取自然穩健的降低班級學生人數方案，才能兼顧少子化及精緻化的教學。

## 提案主文
學生班級人數適當的減少，可以增進學生的學習效果。本市公立國民小學一、三、五年級以及國民中學新生的編班，自96學年度起，每班不得超過31人，以後每學年減少2人，至99學年度起，每班不得超過25人。

## 公投概況

### 選舉人數和投開票所
依照高雄市選舉委員會公告，該次公民投票可行使投票權的公民，定義為20歲以上，並在高雄市設籍6個月以上。經高雄市選委會統計，公投案有投票權的選民有115萬餘人。公投案於2008年11月15日上午八時至下午四時舉行。為了因應本次公投，高雄市選舉委員會於高雄市全市設置了300處投開票所。

### 通過門檻
公投案若要成案，投票率必須超過50%，且有一半以上的選民投下同意票，始可成案。高雄市選委會於投票完畢七天內，依法公告投票結果。

## 投票結果
| 選項                   | 票數      | %      |
| ---------------------- | --------- | ------ |
| 反對                   | 5,432     | 8.79   |
| 支持                   | 56,375    | 91.21  |
| 有效票                 | 61,807    | 99.58  |
| 無效或空白票           | 261       | 0.42   |
| 總票數                 | 62,068    | 100.00 |
| 投票率門檻             | 50.00     | 50.00  |
| 已登記選民及投票率     | 1,159,368 | 5.35   |
| 來源：高雄市選舉委員會 |           |        |

## 評論分析
雖然90%的投票者均贊成小班制，但由於其總體投票率不到6%，不及法定投票率門檻50%，所以該公投案依法宣告否決。高雄市立空中大學助理教授許文英指出，選民普遍認為公投議題與自身關係不大，而且在宣傳上嚴重不足，甚至有人不知道該議題為何；而投開票所的設置與過去公職人員選舉的分配不同，皆是低投票率的重要因素。進行分析後也顯示，受訪選民贊成此項公投議案者認為，小班制有其教學上的優點，而反對該提案的選民，則是認為少子化為趨勢，班級人數本來就低，小班制反而是圖利教師，而且會排擠其他市政預算。另有研究指出，就地方公民所發起推動的高雄市小班制公投發起之經驗而言，可瞭解到中華民國地方性公民投票所面臨的困境，更可以瞭解並檢視各該直轄市或縣市之地方性公民投票自治條例，其地方性公民投票規範不足部分為何。不過對於此項公投案，陳隆志教授則是認為，雖然公投結果被否決，但是人民無須透過代議士即可以直接表達自己的真實意見，仍是直接民主、公投民主的具體落實。